# Вега, Эдисон
Эдисон Фернандо Вега Обандо (исп. Édison Fernando Vega Obando; род. 8 марта 1990 года, Ибарра, провинция Имбабура) — эквадорский футболист, полузащитник клуба «Аукас».

## Биография
Вега начал профессиональную карьеру в клубе «Имбабура». В 2007 году он дебютировал в эквадорской Примере. В начале 2012 года Эдисон перешёл в «Депортиво Кито». 11 февраля в матче против «Манты» он дебютировал за новую команду. 12 июля 2014 года в поединке против «Манты» Вега забил свой первый гол за «Депортиво Кито». В начале 2015 года Эдисон перешёл в «Барселону» из Гуаякиль. 8 февраля в матче против «Гуаякиль Сити» он дебютировал за новый клуб. 21 февраля в поединке против «Эль Насьональ» Вега забил свой первый гол за «Барселону».
В начале 2016 года Вега присоединился к ЛДУ Кито. 27 февраля в матче против «Фуэрса Амарилья» он дебютировал за новую команду. 22 июля в поединке против «Депортиво Куэнка» Эдисон забил свой первый гол за ЛДУ Кито.
В 2018 году помог своей команде выиграть 11-й титул чемпионов Эквадора.

## Титулы и достижения
- Чемпион Эквадора (1): 2018